# Wörth (powiat Erding)
Wörth – miejscowość i gmina w Niemczech, w kraju związkowym Bawaria, w rejencji Górna Bawaria, w regionie Monachium, w powiecie Erding, siedziba wspólnoty administracyjnej Hörlkofen. Leży około 7 km na południe od Erdinga, nad rzeką Sempt, przy linii kolejowej Monachium – Erding.

## Dzielnice
W skład gminy wchodzą następujące dzielnice:
- Hofsingelding
- Hörlkofen
- Niederwörth
- Wifling
- Wörth

## Demografia
| Rok  | Liczba mieszk. |
| ---- | -------------- |
| 1970 | 2 215          |
| 1987 | 2 858          |
| 2000 | 4 294          |
| 2007 | 4 471          |

### Struktura wiekowa
Dane o ludności z 31 grudnia 2008:
| Opis                                | Ogółem | Ogółem | Kobiety | Kobiety | Mężczyźni | Mężczyźni |
| ----------------------------------- | ------ | ------ | ------- | ------- | --------- | --------- |
| Jednostka                           | osób   | %      | osób    | %       | osób      | %         |
| Populacja                           | 4450   | 100    | 2200    | 49,44   | 2250      | 50,56     |
| Wiek przedprodukcyjny (0–17 lat)    | 918    | 20,63  | 437     | 9,82    | 481       | 10,81     |
| Wiek produkcyjny (18–65 lat)        | 2862   | 64,31  | 1409    | 31,66   | 1453      | 32,65     |
| Wiek poprodukcyjny (powyżej 65 lat) | 670    | 15,06  | 354     | 7,96    | 316       | 7,1       |

## Polityka
Wójtem gminy jest Rudolf Borgo z SPD, rada gminy składa się z osób.
|      | CSU | SPD | FW | ÜWG | BLH | Zieloni | Razem |
| 2008 | 4   | 5   | 2  | 3   | –   | 2       | 16    |
| 2002 | 5   | 5   | 1  | 3   | 2   | –       | 16    |

## Oświata
W gminie znajdują się dwa przedszkola (150 miejsc) oraz szkoła (294 uczniów).